# The Warning (film 1915)
The Warning è un film muto del 1915 diretto da Edmund Lawrence, conosciuto anche con il nome The Eternal Penalty.

## Produzione
Il film fu prodotto dalla Triumph Films.

## Distribuzione
Distribuito dall'Equitable Motion Pictures Corporation attraverso la World Film Corporation, il film uscì nelle sale cinematografiche degli Stati Uniti il 6 dicembre 1915. Venne riedito negli Stati Uniti con il titolo The Eternal Penalty distribuito dalla Aywon Film Corporation, uscendo nell'aprile 1919.